# Maison Saint-Conrad de Bitche
La Maison Diocésaine Saint-Conrad de Bitche était à l'origine une partie de l'ancien Collège Saint-Augustin.

## Histoire
En effet, de 1890 à 1898, on a procédé à des agrandissements successifs du collège par des bâtiments annexes, propriétés de la Mense épiscopale. 
À partir de 1934, Mgr Pelt, évêque de Metz, a confié aux Capucins, installés dans le Couvent des Capucins, l'aménagement et la direction des bâtiments appartenant à la Mense épiscopale. Pendant la Semaine sainte de 1936, la Maison Saint-Conrad a ouvert ses portes aux premiers retraitants.
De 1945 à 1955, une aile du bâtiment a servi de résidence provisoire aux Capucins, les retraitants étant accueillis dans l'autre aile.
De 1955 à 1960, la Maison Saint-Conrad a été surtout un lieu de rencontre et de ressourcement pour la Fraternité Franciscaine, animée par le Père Marie-Joseph. 
Mgr Schmitt, évêque de Metz, en 1960, a invité les Pères à refaire de la Maison un centre spirituel plus intense pour les environs. 
Le Supérieur du Couvent des Capucins a été chargé d'aménager la Maison, d'y organiser et d'y animer à nouveau des retraites et des récollections, de faire connaître ce lieu de réflexion et de prière. 
À la demande des Pères, trois Sœurs Franciscaines Missionnaires de Notre-Dame arrivèrent de Dèvres le 6 juillet 1961. À partir de fin 1975, elles sont au nombre de sept.
De leur arrivée et jusqu'en septembre 1994, date de leur départ de Bitche, les Sœurs ont, au long de ces trente-trois années de présence, donné une âme à la Maison grâce à leur esprit franciscain, esprit d'accueil, de simplicité, de joie, de dévouement et de prière.

## Aujourd'hui
Après le départ des Pères Capucins et des Sœurs Franciscaines en septembre 1994, l'Association Maison Saint-Conrad s'est créée pour participer localement à la pastorale du diocèse.
Le diocèse met la Maison à la disposition de l'association qui assure sa gestion et son fonctionnement. Cependant, afin de permettre à la Maison de garder son caractère particulier, l'animation de la Maison est assurée par un Père Capucin et des laïcs de la Fraternité Franciscaine de Bitche. 
Ainsi, la Maison Saint-Conrad continue d'être un lieu de formation et de ressourcement, un centre de remise en forme spirituelle. Elle sert de support à une intense vie éducative, sociale, culturelle et cultuelle et aide à l'épanouissement spirituel, moral, intellectuel et professionnel.